# Batrachomatus daemeli
Batrachomatus daemeli är en skalbaggsart som först beskrevs av Sharp 1882.  Batrachomatus daemeli ingår i släktet Batrachomatus och familjen dykare. Inga underarter finns listade i Catalogue of Life.